# Пауль Келльнер
Пауль Келльнер (нім. Paul Kellner, 6 червня 1890 — 3 квітня 1972) — німецький плавець.
Бронзовий медаліст Олімпійських Ігор 1912 року.